# 今啓パール
今啓パール株式会社（いまけいパール）は、兵庫県神戸市中央区山本通2丁目に本拠を置き真珠の加工、卸、輸出および真珠を加工した宝飾品の卸、小売り、輸出を行う会社である。主にあこや真珠、南洋真珠を扱う。ミキモトや ヤマトヤ などが主要な取引先。

## 概要
約250社の真珠業者が存在する神戸にあって、加工、販売までを一貫して行う会社は30社ほどしかないが、そのうちの一社。四国愛媛県の宇和島を中心に伊勢、九州の真珠養殖産地とパイプを持ち、年に一回(12-3月）の仕入れ入札会にて浜揚げ真珠を買付け、自社工場で加工を行うほか、ショールームや通信販売による直販までを一貫して行い、真珠の安定供給を図っている。あこや真珠は現在では韓国や中国でも養殖が行われているが、主な生産地は日本である。日本産あこや真珠は日本固有の四季により真珠層の透明感ときめの美しさで際立ち世界的評価も高く、現在では香港にも支店を持ち、神戸ブランドパールとして輸出も積極的に行っている。日本真珠輸出加工組合加盟。
真珠を使った宝飾品のほか、ミネラル補給調味料として液体真珠を発売している。また、アコヤ貝のブルーカラーや黒真珠業新機軸などを考案。

## 沿革

### 年表
- 1975年(昭和50年）6月 - 今井啓介により今啓パールが創業。当初は販売だけを行っていた。
- 1980年(昭和55年） - 珠を買付け加工し製品化を始める。
- 1985年（昭和59年） - 貸倒れにより1億5千万ほどの損害を被る。
- 1986年（昭和60年） - 急激な円高により、真珠玉の相場が激変し危機を迎えるが、運よく値下りしたところで買え、前年の貸倒損失を穴埋めできる。
- 1989年（平成元年） - 東京に進出。新社屋購入。
- 1990年（平成2年） - 新社屋パールビル（地上5階、地下1階）に移転。
- 1995年（平成7年）- 阪神・淡路大震災が発生。同年、巨額の不渡りを受けるが、乗り切る[9]。

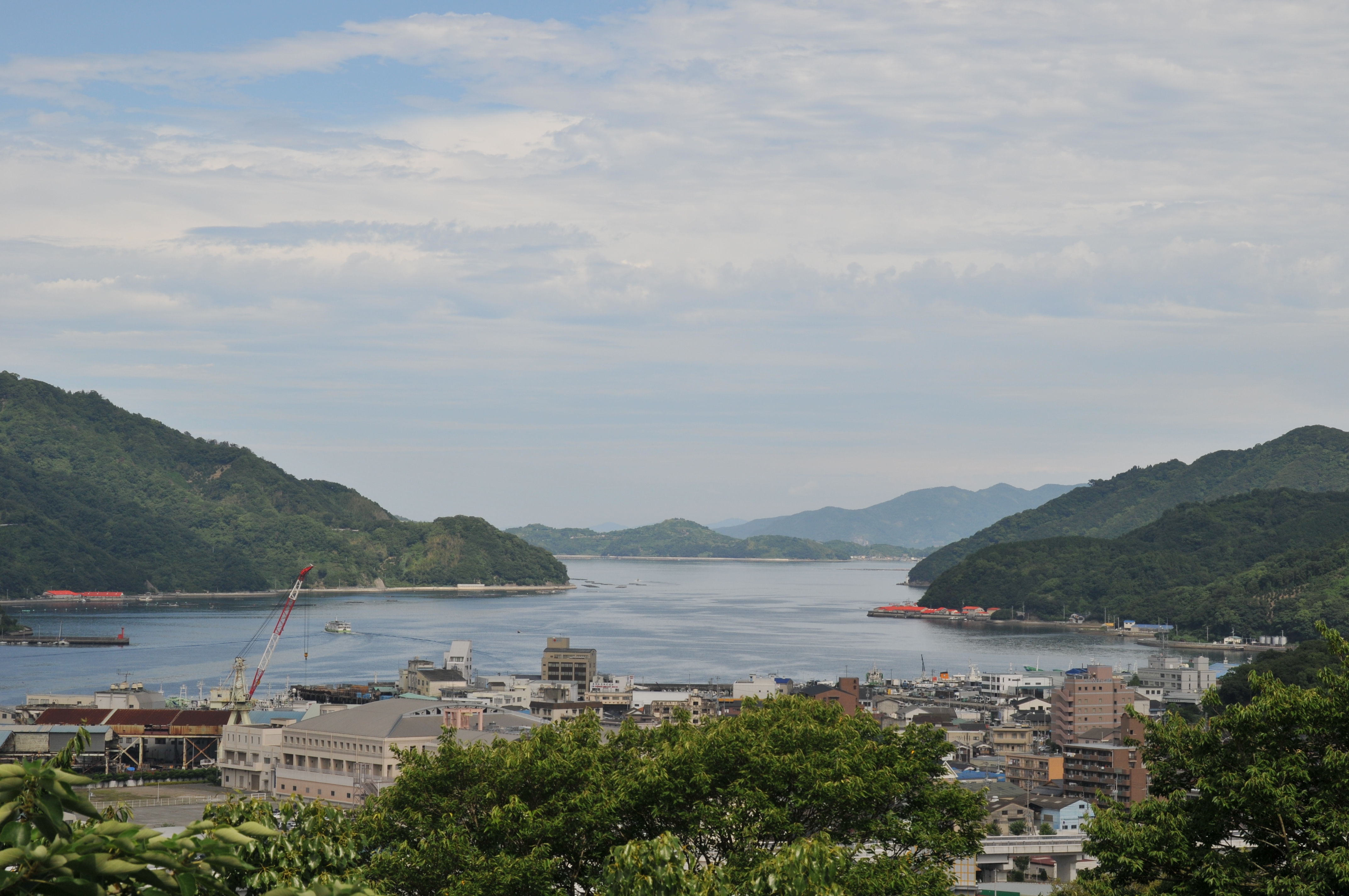
真珠の養殖が盛んな宇和島（宇和島城より望む宇和島湾）

### 創業
創業者の今井啓介の実家は宇和島で代々続くカマボコ製造業者であり、長男として生まれる。母方の祖父は文学者で「いろは道歌」という歌を残している。そこには人に裏切られた時の処世訓らしきものがあって影響を受けた。1963年（昭和38年）、父親が死去するがその2年前に発病した内臓疾患のため体重は70kgから42kgまで激減し医者から「一生寝たきりの生活になるだろう」と宣告されており、その後病気は回復はしたものの家業のカマボコ店はたたむ。転地療養のためもあり、当時、叔父が経営していた神戸の岡添真珠（後の岡添パール・1996年阪神・淡路大震災により任意整理）に入社。12年間加工部門に勤務。1975年(昭和50年）6月には岡添の協力もあり資本金10,000,000円で今啓パールを設立。

### 度重なる経営危機
当初、順調に滑り出すかに見えたが、創業10ヶ月目にして1,240万円に上る不渡り手形をつかまされたことを皮切りに、通算20億円あまりもの不渡りをつかまされることになる。1980年からは珠(養殖真珠）を買い付け加工し製品化し始めるが、この際に資金のほとんどを投入したために翌年に買付けができなくなるが、運よく買えなかった1981年には30％もの急激な値上がりがあり、さらに翌年には逆に35％の値下がりしたため、損失を出さずに済んでいる。その後、採光が必要な真珠に隣地にビルが建つことで採光が悪くなり、この年度には珠の買付けを行わずに別社屋を購入するが、直後から不動産価格が急騰し、業績はよくなかったものの幸運に恵まれる。
1985年（昭和59年）には親しい同業者への融通と倒産で、1億5千万ほどの損害を被る。このとき、業者間では今啓パールは再生不可能と噂された。しかし、翌1986年に円高が進行している最中にふとした偶然から円が220円台から170円台に急騰した直後に300貫のシーズン珠を買え、2億円で昨年の4-5億円分の買い物ができ、損失分を取り戻すことができた。
設立後、6年間は今井が経営の一切を自らの手で行っていたが、ある研修で「一生懸命に事業をしてうまくいかないときは、その事柄はさておき、やっていないことにチャレンジしてみては」という講師の言葉にひらめき、「苦手な経理だけではなく、経営のすべてを社員に任せてしまおう」と決断。3年後には、社長が6人いるほどに社員が成長し、以来36年間業績を伸ばし続けてきた。現在では、目利きが必要で会社の命運を左右するような浜上げ真珠の入札ですら、若手社員に権限を委譲し任せているが、こうした経験をもとに今井は著書『業績を伸ばす任せっぱなし経営』（幻冬舎、2015年9月10日）を刊行。

### 東京へ進出
1989年、東京に進出。これまで創業者今井自らが陣頭指揮していたものをこの年には社員に第一線を任せるようになる。これを機に事業が好転。この年には、旧社屋から100mほど離れた場所に新社屋として地上5階、地下1階のビルを5億円で買い取り改築、翌1990年移転する。

### 代表の交代
2021年7月3日に創業者である今井啓介が他界。翌8月より息子の今井一之介が代表取締役社長に就任した。

### 創業者
- 創業者の今井啓介は、実業のみならず多方面で多彩な活動を行っており、今出屋助左衛門の名でキングレコード東芝レコードなど演歌を数曲録音している[6][13]。交友関係は広く書画では個展を開いたこともある[14]。
- 月刊神戸っ子誌上の対談企画で今井は、1994年1月号から1998年5月号まで足かけ5年、合計12回にわたり、さまざまな業界人との対談のインタビュアーを務めた[15]。
  - 第1回 和田一夫（ヤオハン代表）
  - 第2回 飛岡健（現代人間科学研究所）
  - 第3回 小松益喜（洋画家）
  - 第4回 岩村昇（国際人材開発機構理事長）
  - 第5回 浜田泰介（日本画家）
  - 第6回 藤岡和賀夫（プロデューサー）
  - 第7回 貴田光史朗
  - 第8回 和田一夫（ヤオハン代表）
  - 第9回 葉室頼昭（春日大社宮司）
  - 第10回 稲垣美穂子（女優・劇団目覚め時計代表）
  - 第11回 大和松薪（地唄舞・大和流家元）
  - 第12回 東条由布子（昭和記念館建設準備会）[15]。
- 1998年（平成10年）10月17日、毎年10月第3日曜日に京都市右京区で開催される斎宮行列に今井が斎王夢行列協実行委員会の阿部寛の要請で右京大夫・山城守役で参加。野宮神社から嵐山の中之島公園までを先導した[16]。
- 2012年（平成24年）には兵庫竹田研究会  事務局長を財団法人竹田研究財団竹田恒泰より任命されつとめる[17]。

出版
- 2000年5月20日、今井啓介『結婚いろは歌』今啓パール（JDC 2000年5月20日出版）ISBN 4-89008-267-0[8]
- 2015年9月10日、今井啓介『業績を伸ばす任せっぱなし経営』（幻冬舎）ISBN 4344973151 ISBN 978-4-344-97315-2

## 主要取引先

### 販売先
- 国内外の卸問屋

### 仕入元
- 各県漁業協同組合[1]

## 加入団体
- 日本真珠輸出加工協同組合[1][2]
- 日本真珠輸出組合[18] - 日本真珠会館の運営を行う。
- PCK推進協議会
- 愛媛県漁業協同組合連合会
- 全国真珠養殖漁業協同組合連合会

（以上 より）

## 所在地
- 本社：兵庫県神戸市中央区山本通2丁目6番15号　パールビル[1][20]

## 参考サイト
- 愛媛新聞on-line 経営理念をまとめ出版　今啓パール社長 今井啓介（いまい・けいすけ）さん＝宇和島市出身 2015年12月13日（日）